# 毛水蓑衣
毛水蓑衣（学名：Hygrophila phlomiodes）为爵床科水蓑衣属的植物。分布在中南半岛、巴基斯坦、印度、菲律宾、印度尼西亚以及中国大陆的海南、云南等地，生长于海拔200米至1,080米的地区，常生于村边草地上，目前尚未由人工引种栽培。